# Architecture Mouvement Continuité
Pour les articles homonymes, voir AMC.
Le Moniteur Architecture AMC (Architecture Mouvement Continuité) est un magazine spécialisé dans l'actualité architecturale française et dans une moindre mesure internationale, publié en France par le Groupe Moniteur.

## Historique
Du bulletin de la SADG à Le moniteur Architecture AMC
- En Novembre 1967 sort Architecture Mouvement Continuité 1 la nouvelle forme mensuelle duBulletin de la Société des architectes diplômés par le gouvernement; avec une équipe éditoriale formée de Philippe Boudon, André Ménard et Alain Sarfati et un projet éditorial mis sous le parrainage de Christopher Alexander et dédié à "tenter de relier des préoccupations qui apparaissent communes à l'urbaniste, à l'architecte, au sculpteur."Le numéro 11(1969) sera le dernier produit par cette équipe.
- Avec le projet éditorial de numéros thématiques et monographiques, une nouvelle équipe (Roger Michaud, André Ménard, Geneviève Mesuret)va réaliser les numéros 13 à 28.
- En 1973, Patrice Noviant devient rédacteur en chef d'architecture mouvement continuité. À partir du numéro 32 (décembre 73)la revue prend le nom d’AMC architecture mouvement continuité, avec le projet "d'introduire une discussion que nous espérons ouverte" "entre la société dans son ensemble et son architecture". Olivier Girard rejoint la rédaction (1974), Jacques Lucan devient co-rédacteur en chef avec Patrice Noviant (1976), jusqu'au numéro 54-55 (1981) qui sera le premier d'une affirmation de la revue sur le front de la production d'avant-garde d'une architecture considérée mondialisée, et le dernier d'AMC architecture mouvement continuité, la SFA (nouveau nom de la SADG) constatant qu'elle ne peut financer le développement de ce projet.
- Le Moniteur (Groupe Moniteur) rachète le titre en 1983[2]. Jacques Lucan devient le rédacteur en chef d'un magazine qui avec une nouvelle numération, prend le titre de Le Moniteur Architecture AMC; un magazine qu'il quitte en 1986, et dont la parution deviendra mensuelle à partir de 1989.

## Ligne éditoriale
Le Moniteur Architecture AMC traite de l'actualité de l'architecture et de la conception à destination des concepteurs et des décideurs : les projets, les dernières réalisations (cinq ouvrages, présentés par des plans, des coupes et des schémas commentés par des architectes et des maîtres d'ouvrage), des exemples de mise en œuvre, des dossiers thématiques approfondis, des dossiers d'aide à la conception, une matériauthèque, des détails de la construction (illustrations, coupes, plans)...
Le mensuel est également accompagné de deux annuels : Une année d'architecture (100 réalisations marquantes de l'année et les réalisations sélectionnées pour le prix d'architecture du Moniteur) et le Spécial Intérieurs (panorama des grandes tendances de l'aménagement et du design).
La revue est disponible également en version numérique et sur tablette.

## Diffusion
|           | 2009   | 2010   | 2011  | 2012  | 2013  | 2014  | 2015  | 2016  |
| Diffusion | 11 325 | 10 292 | 9 623 | 9 996 | 8 816 | 9 087 | 7 704 | 7 307 |